# ジェイソン・フリース
ジェイソン・フリース（Jason Freese、1975年1月12日 - ）はアメリカ合衆国のマルチプレイヤー。アメリカのロックバンド、グリーン・デイではサポートメンバーとして、ツアー時にピアノ、キーボードやサックスなどさまざまなパートを担当している。その他グー・グー・ドールズやゼブラヘッドなどのツアー・セッションでの活動も行っている。アメリカ合衆国出身。実兄はセッションドラマーのジョシュ・フリース。

## 来歴
- 1975年1月12日、アメリカのカリフォルニア州に生まれる。
- 2004年、グリーン・デイのアルバム、アメリカン・イディオットでサックスなどを担当し、発売後のツアーにも参加している。その模様は、このツアーの模様を収めた作品、ブレット・イン・ア・バイブルで確認することができる。
- 2009年、グリーン・デイのアルバム、21世紀のブレイクダウンでピアノなどを担当し、発売後のツアーにも参加している。